# 蕭確 (隋朝)
蕭確（6世紀—？），南蘭陵郡蘭陵縣（今江苏省常州市武进区）人，南北朝、隋朝政治人物，南朝梁金紫光祿大夫蕭子範之子，南朝齊隋郡王蕭子隆繼子。

## 生平
蕭確出繼為齊明帝所殺的齊武帝之子隋王蕭子隆為子。
南朝梁太清年間，蕭確歷官宣城王友、司徒右長史。太清六年（552年），侯景之亂平定，蕭確前往江陵投奔在此承制的湘東王蕭繹。同年，梁元帝蕭繹即位，改元承聖。承聖三年（554年），西魏攻陷江陵，殺梁元帝，蕭確被擄至關中。
蕭確後歷仕北周、隋朝，官至散騎常侍、司農少卿。

## 後代
- 子：蕭浚，唐朝普州司馬[3]、太子洗馬[2]、丹州刺史[4]
  - 孫：蕭紹遠，蕭浚第二子，蜀州唐昌縣丞[2]
    - 曾孫：蕭重洋，蕭紹遠長子，綿州別駕[3]
      - 玄孫：蕭洽[2]

    - 曾孫：蕭重萼，蕭紹遠第二子，豫州郾城縣尉[3]
      - 玄孫：蕭惟清[2]

  - 孫：蕭文遠，睦州别驾
    - 曾孫：蕭重晖，金州别驾
      - 玄孫：蕭惟明，扬州都督府兵曹参军
        - 五世孫：蕭渢
        - 五世孫：蕭潮
        - 五世孫：蕭汶

      - 玄孫：蕭惟則，司封郎中[4]